# Kenias Tembo
Kenias Tembo (ur. 15 marca 1955) – zimbabwejski lekkoatleta, długodystansowiec.
Podczas igrzysk olimpijskich w Moskwie (1980) odpadł w eliminacjach na 10 000 metrów z czasem 30:53,8.

## Rekordy życiowe
- Bieg na 5000 metrów – 13:46,0 (1976)
- Bieg na 10 000 metrów – 29:19,4 (1976)